# Dio li fa poi li accoppia
Dio li fa poi li accoppia è un film del 1982 diretto da Steno.

## Trama
Nel borgo immaginario di Brisignano, l'integerrimo parroco Don Celeste Restani, benvoluto dagli abitanti, compreso un salumiere omosessuale, subisce una burla sordida da quattro ragazze mascherate, che lo aggrediscono in aperta campagna, mimando uno stupro, burla che degenera con la gravidanza di una di loro. Per Don Restani sorge l'annoso dilemma se abbandonare la tonaca e sposarla oppure denunciarla, pur suscitando uno scandalo e la conseguente scomunica. Il parroco accetterà il bambino quale "figlio della colpa", pur non sposando la ragazza e continuando il suo compito sacerdotale.

## Produzione
Le scene sono state girate a Roma, Fiano Romano, Trevignano Romano, e nei Paesi Bassi, a Volendam e a Edam.

## Distribuzione
Il film uscì nelle sale italiane il 26 novembre 1982. Venne anche distribuito in Francia con il titolo Dieu les fait et les assemble.

## Censure
Il film è circolato nelle sale con il divieto ai minori di anni 14. Nei passaggi televisivi sui canali Rai, si omette la scena di nudo di Marina Suma in camera con il sacerdote.